# Klemens Kostheim
Klemens Kostheim (ur. 1840, zm. 1908) – ziemianin, adwokat, doktor praw i polityk.

## Życiorys
Kostheim urodził się w 1840 roku. W 1864 otrzymał tytuł doktora praw po zdaniu egzaminów na c.k. Wszechnicy Franciszka I we Lwowie. Później pracował między innymi jako obrońca w sprawach karnych w Rzeszowie, auskultant (niższy urzędnik sądowy) w sądzie cyrkularnym w Samborze, adwokat w c.k. sądzie powiatowym w Rozwadowie oraz adwokat w c.k. sądzie obwodowym w Rzeszowie. Był członkiem Rady Powiatowej w Nisku i Wydziału Powiatowego w Nisku; był także członkiem Rady Szkolnej Okręgowej w Nisku. W drugiej połowie XIX wieku i na początku XX wieku był właścicielem dóbr w Zarzeczu koło Niska (wraz z Bukowiną, Hawryłami, Krzakami i Szojami) i pobliskiej Hucie Deręgowskiej (majątek nabyty między 1855 a 1863 rokiem) (z Pałkami) oraz dóbr w Wólce Tanewskiej (z Jeziorem, Szewcami i Wołoszczyzną) i Zalesiu Gorzyckim. W 1871 roku nabył Letni Pałacyk Lubomirskich w Rzeszowie, zaś w 1908 roku sprzedał go Nieciom. W 1886 roku Rada Dyscyplinarna Izby Adwokackiej w Tarnowie wytoczyła Kostheimowi proces między innymi o przekroczenia przeciw obowiązkom i godności stanu w związku ze stosowaniem nieuczciwych praktyk w charakterze pełnomocnika Jadwigi Skrzyneckiej i Amelii Skrzyneckiej (córek Jana Zygmunta Skrzyneckiego) i rujnację majątku klientek. Kostheim podsuwał Jadwidze Skrzyneckiej i Amelii Skrzyneckiej lichwiarza Lejbę Aleksandrowicza i zachęcał do brania od niego pożyczek pod bardzo uciążliwymi warunkami. W związku z tym Rada Dyscyplinarna Izby Adwokackiej nałożyła na Klemensa Kostheima karę dyscyplinarną w postaci jednorocznego zawieszenia w urzędowaniu. W 1891 roku wdał się w działalność powiatowego komitetu wyborczego, który dążył do tego, aby Ferdynand Hompesch został posłem do Rady Państwa. Owdowiał w 1901 roku. Należał do Galicyjskiego Towarzystwa Leśnego; był także przełożonym kasy powiatowej w Rzeszowie. Sprawował mandat poselski na Sejmie Krajowym Galicji VII kadencji z okręgu Nisko. Ponownie został wybrany w 1901 na VIII kadencję i raz jeszcze w 1908 na IX kadencję na początku której zmarł. Kostheim spoczywa na cmentarzu parafialnym w Racławicach.